# Micrurus frontalis
Micrurus frontalis é uma espécie de cobra-coral, um elapídeo do gênero Micrurus. Uma das cobras-corais mais conhecidas, também com maior distribuição geográfica entre as corais brasileiras. Outrora, englobava inúmeras subespécies que foram elevadas a espécies no fim da década de 90. É uma coral tricolor de grande porte, medindo entre 70 e 100 cm de comprimento (máximo de 1,4 m), com 10 a 15 tríades de anéis pretos separados por linhas brancas.